# Wes Archer
Wesley Wes Meyer Archer es un director de televisión. Fue uno de los encargados de animación originales (junto con David Silverman y Bill Kopp) con los cortos de Los Simpson, emitidos en el programa The Tracey Ullman Show. Cuando la serie fue creciendo en popularidad, Archer siguió dirigiendo episodios, hasta que aceptó el trabajo de director supervisor en el programa King of the Hill, cargo en el que estuvo muchos años. La película animada de Archer, Jac Mac and Rad Boy, Go! se convirtió en un clásico después de ser emitida repetidas veces en el canal de televisión estadounidense USA Network, en la década de 1980. Archer cursó sus estudios de Animación de Películas en el Instituto de las Artes de California (CalArts). 

## Filmografía
- One Crazy Summer (1986) (animador)
- Los Simpson (1990-1996) (director, director de la hoja, guion gráfico, artista del guion gráfico)
- King of the Hill (1997-2009) (director supervisor, consultor de animación ejecutiva, director de consultoría)
- Eloise: The Animated Series (2006) (director creativo)
- The Goode Family (2009) (director supervisor)
- Bob's Burgers (2011-2013) (director)
- Allen Gregory (2011) (director)
- Murder Police (2013) (director supervisor)
- Rick y Morty (2015) (director, director supervisor)
- (Des)encanto (2018) (director)

### Episodios deLos Simpson
Archer dirigió los siguientes episodios de la serie animada:
- Homer's Odyssey
- Moaning Lisa
- The Call Of The Simpsons
- The Crepes of Wrath
- Treehouse of Horror
- Two Cars In Every Garage And Three Eyes On Every Fish
- Bart The Daredevil
- One Fish, Two Fish, Blowfish, Bluefish
- Oh Brother, Where Art Thou?
- Three Men And A Comic Book
- Mr. Lisa Goes to Washington
- The Otto Show
- New Kid on the Block
- I Love Lisa
- Rosebud (Los Simpson)
- $pringfield (or, How I Learned to Stop Worrying and Love Legalized Gambling)
- Homer Loves Flanders
- Lady Bouvier's Lover
- Itchy & Scratchy Land
- Grampa vs. Sexual Inadequacy
- Bart vs. Australia
- Who Shot Mr. Burns? (Part 2)
- Bart Sells His Soul
- Two Bad Neighbors
- The Day the Violence Died
- Homerpalooza

### Episodios deFuturama
Los siguientes episodios de Futurama fueron dirigidos por él:
- Kif Gets Knocked Up a Notch
- The Why of Fry